# Liste der Ehrenbürger von Herzogenaurach
Die Ehrenbürgerwürde ist die höchste kommunale Auszeichnung der Stadt Herzogenaurach. Sie wird seit Einführung der Gemeindeordnung in Bayern im Jahr 1869 vergeben. Die Ernennung zum Ehrenbürger setzt Verdienste um die Stadt voraus, die höher zu würdigen sind, als die, für die die goldene Stadtmedaille verliehen wird. Über die Ernennung zum Ehrenbürger entscheidet der Stadtrat mit einfacher Mehrheit. Bis 1997 war die Zahl der lebenden Ehrenbürger auf sechs begrenzt.
Bislang wurden 28 Personen zu Ehrenbürgern ernannt. Die während der Zeit des Nationalsozialismus dem Reichsgauleiter Konrad Henlein verliehene Ehrenbürgerschaft wurde am 22. Juni 1946 wieder aberkannt.
Die Gemeinden Niederndorf und Zweifelsheim vergaben bis zu ihrer Eingemeindung nach Herzogenaurach ebenfalls Ehrenbürgerschaften.
Hinweis: Die Auflistung erfolgt chronologisch nach Datum der Zuerkennung.

## Die Ehrenbürger der Stadt Herzogenaurach
1. Konrad Scheidler († 17. Dezember 1893)
Oberlehrer
Verleihung am 26. November 1883
2. Johann Schürr († 27. Dezember 1916)
Stadtschreiber
Verleihung am 9. Oktober 1897
3. Franz Seraph von Keller († 11. Dezember 1914)
Dompropst von Bamberg
Verleihung am 11. Dezember 1905
4. Bernhard Loritz († 23. November 1933)
Amtsgerichtsrat
Verleihung am 7. Dezember 1907
5. Pater Cyprian Fröhlich (* 20. März 1853 in Eggolsheim; † 6. Februar 1931 in München)
Geistlicher Rat
Verleihung am 7. Dezember 1907
6. Louis Berneis († 25. Mai 1930)
Direktor
Verleihung am 7. Dezember 1907
7. Thomas Adler († 24. Februar 1927)
Domkapitular
Verleihung am 20. Dezember 1917
8. Jakobus Ritter von Hauck (* 22. Dezember 1861 in Miltenberg; † 23. Januar 1943)
Erzbischof von Bamberg
Verleihung am 4. Juli 1924
9. Hans Walther († 10. Dezember 1932)
Sanitätsrat
Verleihung am 12. August 1932
10. Franz Josef Schürr
Oberlehrer
Verleihung am 10. Mai 1932
  - Konrad Henlein (* 6. Mai 1898 in Maffersdorf, Böhmen; † 10. Mai 1945 in Pilsen)

Reichsgauleiter
Verleihung am 6. Oktober 1938, am 22. Juni 1946 aberkannt
11. Maria Lerch (* 25. Januar 1884 in Abtsgmünd; † 13. Mai 1962)
Bildhauerin
Verleihung am 3. September 1948
12. Luitpold Maier (* 8. Januar 1887)
Bankprokurist
Verleihung am 27. November 1951
13. Carl Platz (* 13. September 1886)
Ministerialdirektor
Verleihung am 30. September 1952
14. Valentin Fröhlich (* 20. März 1888; † 3. Mai 1964)
Senator
Verleihung am 31. Januar 1958
15. Friedrich Weiler
Oberingenieur
Verleihung am 28. November 1968
16. Hans Maier
Altbürgermeister
Verleihung am 8. Mai 1970
17. Anna Herrmann
Stadträtin
Verleihung am 4. Dezember 1970
18. Mater Rosalie Göller
Rektorin
Verleihung am 4. Dezember 1970
19. H.H. Geistlicher Rat Leonhard Ritter
Stadtpfarrer
Verleihung am 23. Juni 1972
20. Wilhelm Schaeffler
Fabrikant
Verleihung am 29. März 1973
21. Schwester Maria Enodia
Oberin der Krankenschwestern
Verleihung am 29. März 1973
22. Max Wölfel
Arzt
Verleihung am 29. März 1973
23. Georg Schaeffler (* 4. Januar 1917 auf Schloss Marimont; † 2. August 1996)
Fabrikant
Verleihung am 28. Oktober 1981
24. Katharina Maria Zang
Oberlehrerin i. R.
Verleihung am 28. Oktober 1981
25. Katharina Dassler
Geschäftsführende Gesellschafterin der adidas-Sportschuhfabriken Adi Dassler KG
Verleihung am 24. Juni 1982
26. Geistlicher Rat Dekan Hans Sterzl († 27. Mai 2011)
Stadtpfarrer von Herzogenaurach von 1972 bis 1995
Verleihung am 31. Mai 1995
27. Hans Ort
Erster Bürgermeister a. D.
Verleihung am 24. Februar 2000
28. Maria-Elisabeth Schaeffler (* 17. August 1941 in Prag)
Unternehmerin
Verleihung am 21. Juli 2005
29. Hans Lang
Erster Bürgermeister a. D.
Verleihung am 28. Juni 2012

## Die Ehrenbürger der Gemeinde Niederndorf
1. H.H. Geistlicher Rat Joseph Müller
Pfarrer
Verleihung am 22. November 1924
2. H.H. Geistlicher Rat Peter Fleischmann
Pfarrer
Verleihung am 24. Juli 1963
3. H.H. Geistlicher Rat Johann Raab
Pfarrer
Verleihung am 11. März 1964

## Die Ehrenbürger der Gemeinde Zweifelsheim
1. Wilhelm Surholt (* 18. Februar 1897 in Vreden; † 26. Juli 1982)
Unternehmer
Verleihung am 2. September 1961

## Quelle
- herzogenaurach.de